# Punarnavomyia boerhaaviaefoliae
Punarnavomyia boerhaaviaefoliae är en tvåvingeart som först beskrevs av Mani 1943.  Punarnavomyia boerhaaviaefoliae ingår i släktet Punarnavomyia och familjen gallmyggor. Inga underarter finns listade i Catalogue of Life.